# Лозьниця (Західнопоморське воєводство)
Лозьниця (пол. Łoźnica, нім. Cantreck) — село в Польщі, у гміні Пшибернув Голеньовського повіту Західнопоморського воєводства.
Населення — 383 особи (2011).

## Демографія
Демографічна структура станом на 31 березня 2011 року:
|          | Загалом | Допрацездатний вік | Працездатний вік | Постпрацездатний вік |
| -------- | ------- | ------------------ | ---------------- | -------------------- |
| Чоловіки | 199     | 38                 | 143              | 18                   |
| Жінки    | 184     | 35                 | 108              | 41                   |
| Разом    | 383     | 73                 | 251              | 59                   |